# Calliandra angustifolia
Calliandra angustifolia is een kleine oeverboomsoort uit het Amazonegebied.
De plant heeft vele triviale namen, met inbegrip van bobinsana  (bobinzana, bobensana of bubinsana), balata, bubinianal, bushiglla, capabo, chipero, cigana, koprupi, Kori-Sacha, kuanti, neweí, Quinilla blanca, Semei, Shawi, Yacu yutzu en yopoyo.
De Shipibo-Conibo-bevolking van de Peruaanse Amazone maakt van de bast van de boom een medicinale tinctuur, die ze gebruiken om reuma en andere kwalen te behandelen.  Het wordt soms toegevoegd aan middelen  die ook ayahuasca bevatten.